# ウェルギリウス
プーブリウス・ウェルギリウス・マロー（ラテン語: Publius Vergilius Maro、紀元前70年10月15日 - 紀元前19年9月21日）は、ラテン文学の黄金期を現出させたラテン語詩人の一人である。共和政ローマ末の内乱の時代からオクタウィアヌス（アウグストゥス）の台頭に伴う帝政の確立期にその生涯を過ごした（#生涯）。『牧歌』、『農耕詩』、『アエネーイス』の三作品によって知られる（#作品）。ヨーロッパ文学史上、ラテン文学において最も重視される人物である（#受容）。ヴェルギリウスと表記されることもある。

## 生涯

### 出自

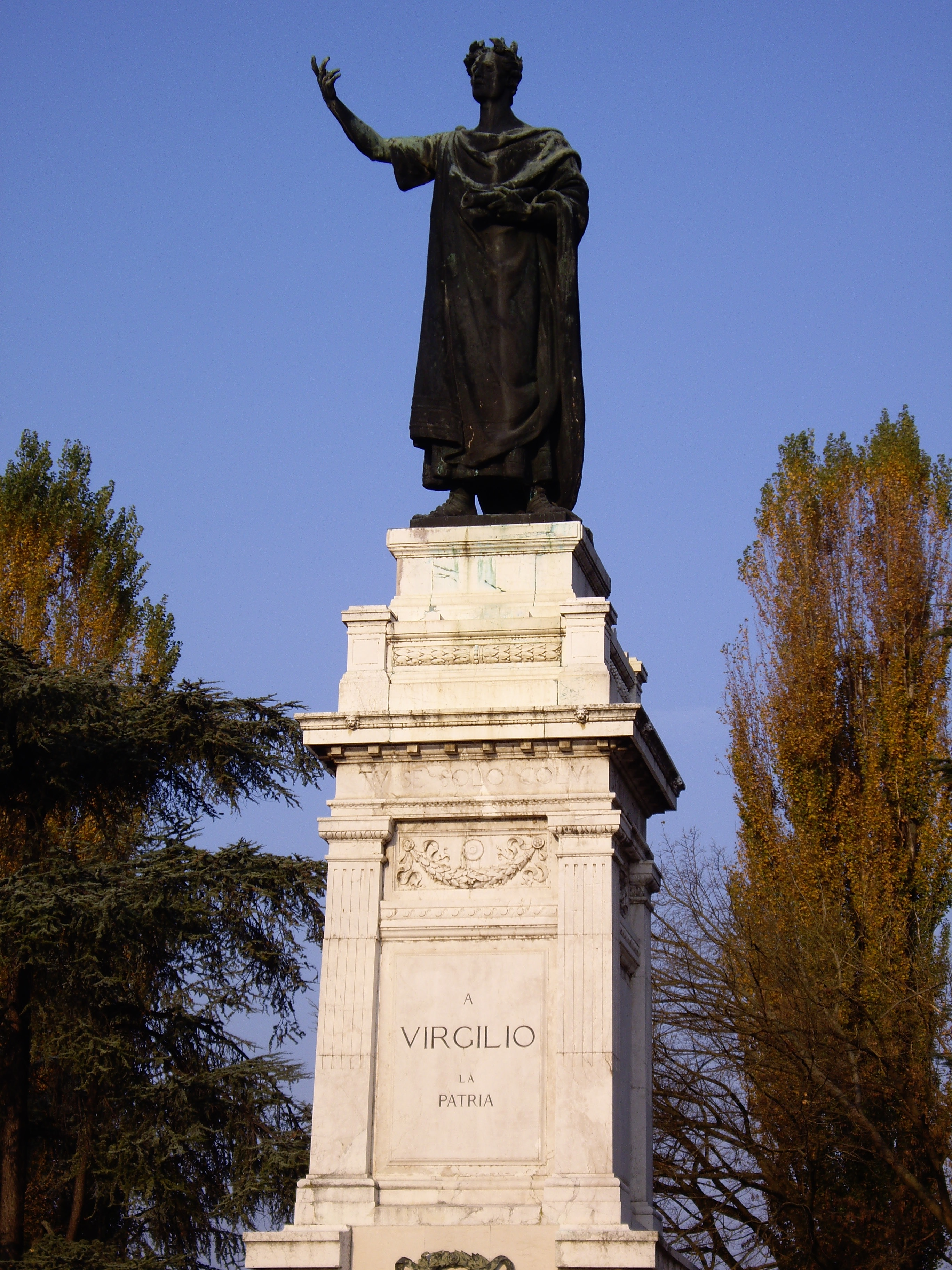
マントヴァに立てられたウェルギリウス像

彼の前のウェルギリウス氏族では、紀元前87年にルキウス・コルネリウス・スッラを訴追した護民官マルクス・ウェルギリウスや、クィントゥス・トゥッリウス・キケロと共にアエディリス・プレビス（平民按察官）、プラエトル（法務官）を務めるなどした、ガイウス・ウェルギリウス・バルブスの名が知られている。
言語学者の泉井久之助は、Vergiliusという名について、「一見ラテン語の形であるとはいえ、語の本体は…いわゆる大陸ケルトの合成名詞であった」とし、「verg-」は「効果的に作業する」、「-liu-」は 「滑らかで光沢がある」が原義であり、併せてVergiliusの名の原義は「能力によって光輝あるもの」のことであると述べている。
紀元前70年10月15日、マントゥア近郊のアンデスという村で生まれる。紀元前70年は、グナエウス・ポンペイウスとマルクス・リキニウス・クラッススが一触即発の状態から、スッラとガイウス・マリウスの争乱を思い出した民衆の嘆願で和解し、二人とも初めてのコンスル（執政官）を勝ち取った年で、紀元前86年に行われた同盟市戦争後初のケンスス（国勢調査）では約46万だった登録市民数が、この年のケンススでは91万にまで増えている。父は陶工とも、役人に雇われていたとも言われ、主人のマギウスに見込まれて娘マギアを娶り、養蜂で資産を貯めて3人の子に恵まれたが、生き残ったのは末っ子のプブリウスだけだった。
アンデス村のあった場所は、現代イタリアのロンバルディア州マントヴァ近くにあるコムーネ、ヴィルジーリオの中心部から少し離れたところに比定されている。なお、このコムーネの名称「ヴィルジーリオ」はウェルギリウスの生誕地という誉れを示すものである。

### 青年期

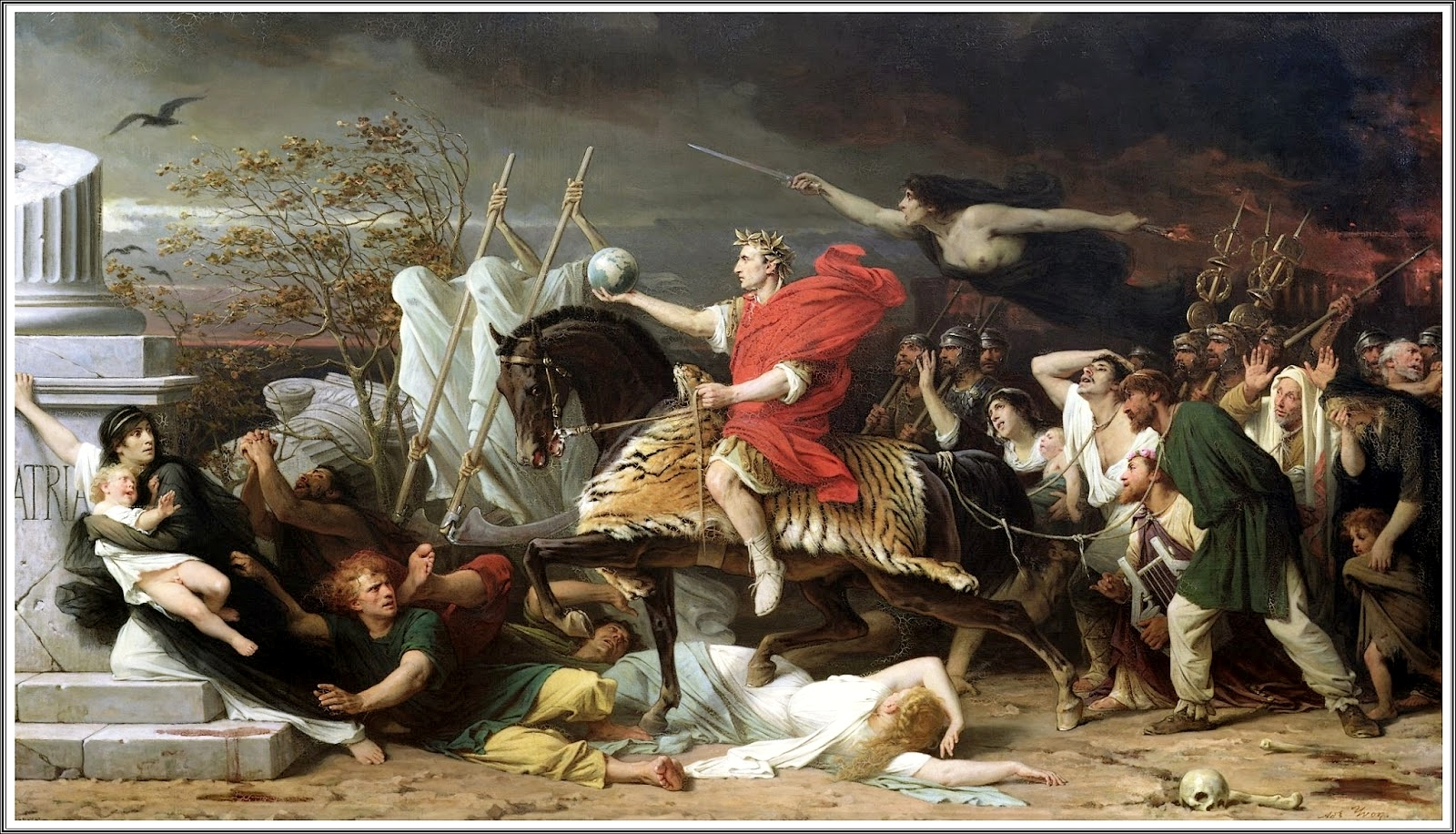
『ルビコンを渡るカエサル』アドルフ・イヴォン画、アラス美術館蔵（1875年）

ウェルギリウスはクレモナで教育を受けた後、15才でメディオラーヌムに出て、更にローマ市で修辞学・弁論術・医学・天文学などを修めたが、健康状態が悪く、頭痛と胃痛に悩まされ、ときには吐血することもあったという。話し方が遅かったためか、一度裁判弁論を行ったものの失敗し、内向的な彼はその後哲学を学んだ。恐らく彼の真作と思われる、『カタレプトン』での告白によれば、当時ルクレティウスの影響でローマに広がり始めていた、心の平安を目指すエピクロス派に惹かれていたことが覗えるが、20代後半までの足跡ははっきりとは分からない。
この間、紀元前63年にはガイウス・ユリウス・カエサルの最高神祇官就任や、執政官キケロによるカティリーナの陰謀の防止、そしてオクタウィアヌスが誕生している。紀元前58年にはカエサルとポンペイウスを後ろ盾とする護民官プブリウス・クロディウス・プルケルによるキケロ追放、紀元前55年にはポンペイウス、クラッススが2度目の執政官を務め、それぞれヒスパニア、シリアでのインペリウム（命令権）を得るのと同時に、カエサルにガリアでのインペリウムを延長する法案を通した。紀元前53年にはカルラエの戦いでクラッススが戦死、紀元前50年にルビコン川を渡ったカエサルは、翌年ディクタトル（独裁官）に就任、紀元前48年にはファルサルスの戦いに勝利し、紀元前46年にはマルクス・アントニウスに加えてマルクス・アエミリウス・レピドゥスをマギステル・エクィトゥム（副官）に据え、盛大な凱旋式を挙行したが、紀元前44年3月15日、マルクス・ユニウス・ブルトゥスらに暗殺された。
暗殺後の紀元前43年、アントニウス、オクタウィアヌス、レピドゥスは、国家再生三人委員に就任（三頭政治）、翌年、フィリッピの戦いでブルトゥスらの勢力を破り、オクタウィアヌスは退役兵をイタリア各地に入植させたが、土地を奪われた市民からも、退役兵からも不評を買っている。ガイウス・アシニウス・ポッリオ、プブリウス・アルフェヌス・ウァルス、ガイウス・コルネリウス・ガッルスは、この土地分配を担当する三人委員として、ウェルギリウスのマントゥアの土地を没収したが、後に返還、もしくは補償金を支払ったとみられる。ウェルギリウスは恐らく哲学を学ぶためにネアポリス付近にいたと考えられており、この土地没収を受けて故郷へ戻った後巻き込まれた退役兵との騒動や、ガッルスの助力を得てオクタウィアヌスに直接交渉しに行った様子が『牧歌』に歌われている。

### 創作活動

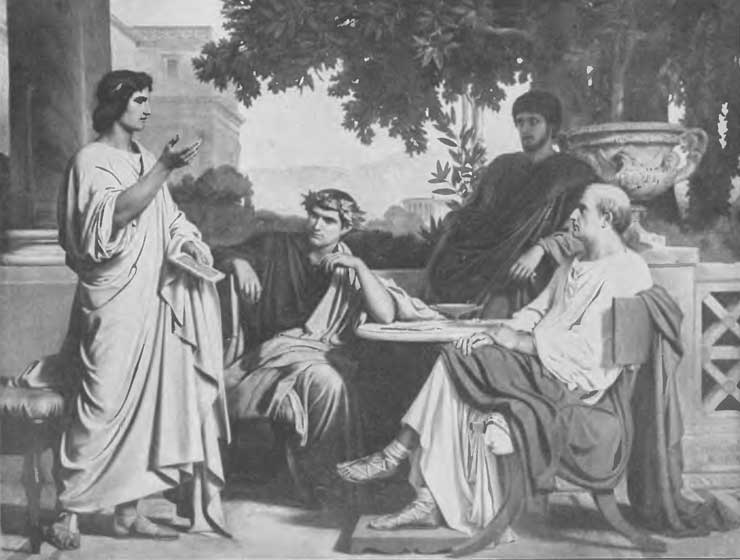
『マエケナスの家で朗読するウェルギリウス、ホラティウス、ウァリウス、マエケナス』シャルル・ジャラベール画（1846年頃）

ガッルスもポッリオも自ら詩作を能くすることもあり、この騒動の前からウェルギリウスとの交流があった可能性もあるが、ポッリオの庇護を受けて完成した『牧歌』は紀元前39年から出版され、それが、オクタウィアヌスの寵臣であったガイウス・マエケナスの目にとまり、ホラティウス、プロペルティウス、ウァリウスらの属するサークルの一員となって、『農耕詩』の制作に着手した。ノラ近郊や、ローマ市にあるマエケナスの庭園近くに邸宅を持つ身分となったものの、詩作はもっぱらネアポリスで納得いくまで行ったとみられ、恥ずかしがり屋なその姿は、「パルテニアス（乙女）」とあだ名されていたという。
完成した『農耕詩』は、紀元前29年、アクティウムの海戦に勝利してローマ市へ凱旋する帰途のオクタウィアヌスの前で、ウェルギリウス自身と、彼が疲れるとマエケナスが交互に、数日かけて歌い上げたという。そして、『農耕詩』第3歌に予告めいた部分があるが、『アエネーイス』の制作に着手した。オクタウィアヌスは紀元前27年、アウグストゥスの名を贈られたが、遠征先からでも『アエネーイス』の進捗状況を気にして手紙を出している。
紀元前19年、『アエネーイス』の舞台であるギリシア、小アシアを回っていたウェルギリウスは、アテナイでアウグストゥスと合流し、帰国の途についたが、メガラで熱射病にかかり、ブルンディシウムに到着したところで息を引き取った。50才で独身であった彼は、自分に何かあったら原稿を焼き捨てて欲しいと、友人ルキウス・ウァリウス・ルフスに頼んでいたが、それが叶わないと知ると、ウァリウスとプロティウス・トゥッカに遺稿を託しており、アウグストゥスの強い意向により未完成のまま出版された。
ウェルギリウスの遺骨はネアポリスからプテオリに向かう道沿いの塚の下に埋葬され、その上の墓碑には、以下のような墓碑銘が刻まれたという（クリュプタ・ネアポリタナ）。この墓碑銘はウェルギリウスが亡くなってから相当の時間が経ってから作られたものと推定されている。

われはマントゥアに生まれ、カラブリアで世を去った。今は

パルテノペに抱かれる － 牧場と農園と勇士を歌ったのちに。
—ドナトゥス、『ウェルギリウス伝』36

## 伝統的「ウェルギリウス」像の再考

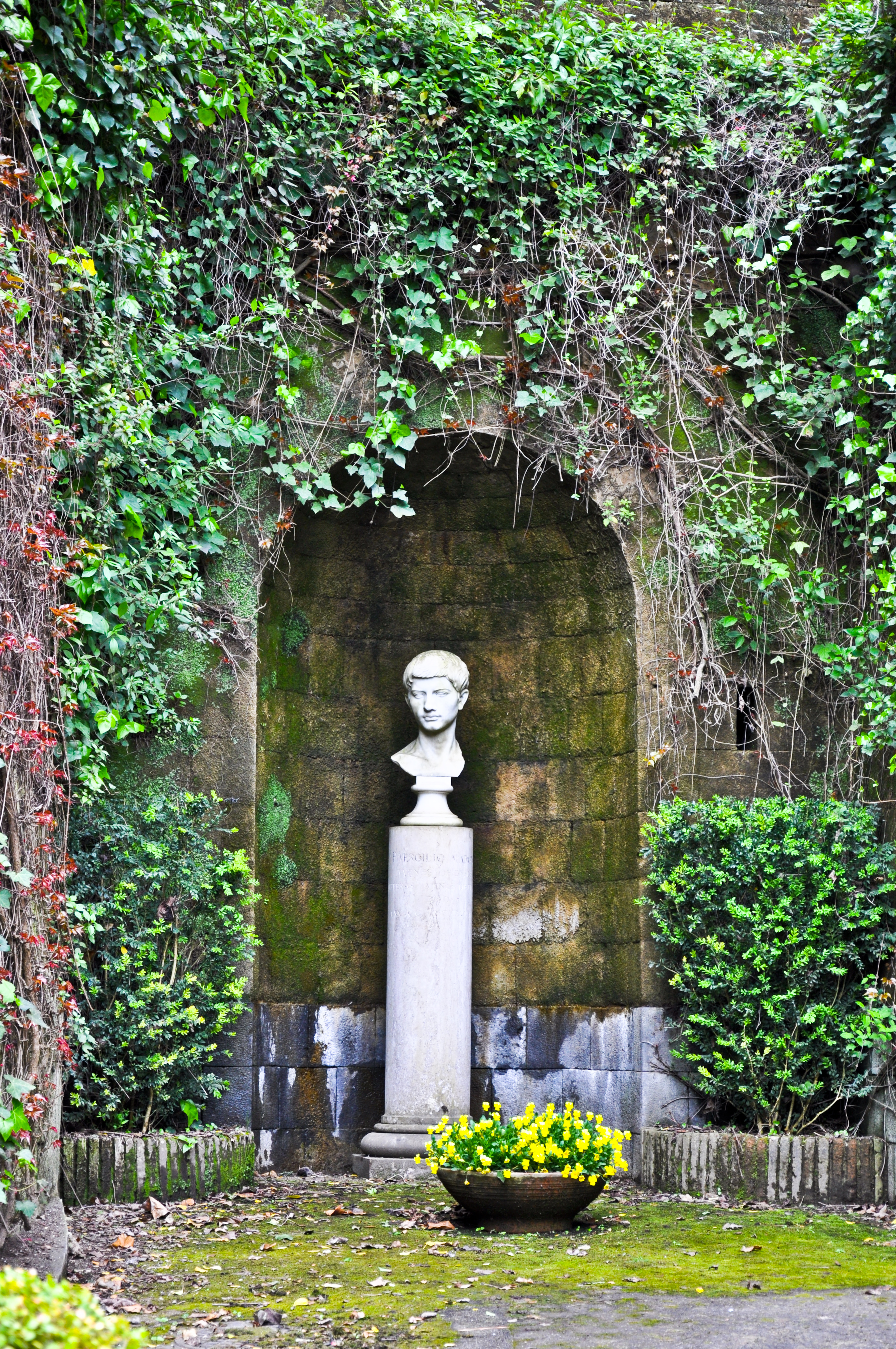
ナポリのヴィルジリアーノ公園にあるウェルギリウスの胸像

ウェルギリウスの伝記的事項を伝える同時代史料としては、ウァリウスが書いた伝記が存在したが、4世紀までには散逸してしまった。しかし、1世紀に書かれた書物、例えば、ウァレリウスのウェルギリウス作品の注釈やスエトニウスが著した『ウェルギリウス伝』などに引用されるかたちで一部が残った。スエトニウスの『ウェルギリウス伝』には4世紀に、ウェルギリウス作品に重要な注釈を残した批評家として知られるマウルス・セルウィウス・ホノラトゥスとアエリウス・ドナトゥスの2人による注釈が付加された。ホノラトゥスとドナトゥスの注釈がウェルギリウスの伝記的事項に関して数多くの真実を伝えていることに疑いはない。しかしながら、ウェルギリウスの詩作品に歌われた内容から現実に起きたことの寓意を見出すといった推測や恣意的な解釈もあることが指摘されている。近代的な研究手法の確立以前に書かれたウェルギリウス伝はみな、このようなホノラトゥスとドナトゥスの注釈を根拠にしているため、そこに描写された生涯の記述のすべてを鵜呑みにすることはできない。
スエトニウスによれば、「クラッススとポンペイウスが2度目の執政官であったとき（紀元前55年）、成人のトーガを身にまとうまで、クレモナで過ごし、同日ルクレティウスが世を去った」と表現される。このように伝承上はウェルギリウスと『物の本質について』の作者ルクレティウスとの間になにかしらの因縁があることが暗示されてきた。しかしながら、このようなサンボリスムにもかかわらず、ウェルギリウスの作品にはルクレティウスの影響よりもむしろ、ガイウス・ウァレリウス・カトゥッルスの影響のほうが強く認められる。
カトゥッルスはウェルギリウスの生誕地に近いヴェローナに生まれた恋愛エレギーア詩人であるが、ウェルギリウスが彼のことを個人的に知っていたと想像する余地は充分にあると言われている。その根拠は、『牧歌』の中でウェルギリウスが当代の他の詩人たちに敬意を込めて謝辞を述べる箇所で、カトゥッルスのいる文学サークルに属したアエミリウス・マケル、ガイウス・ヘルウィウス・キンナや、のちのアエネーイスの校訂者であるウァリウスや、ホラティウスなどに言及していると読めることである。カトゥッルスとの親交については不明な点が多いが、ホラティウスとの親交については確実に深いものがあったことが確認でき、ウェルギリウスのことを「わたしの魂の半分」（animae dimidium meae）と呼びかけるほどであった。
ホラティウスによれば、ウェルギリウスはのちに偉大な批評家となるプブリウス・クィンクティリウス・ウァルスや、ラテン文芸におけるエレギーア詩の地位を確立した詩人コルネリウス・ガッルスとも、すぐに親友になった。ウェルギリウスは最後にギリシア文化の町ナポリへ行き、エピクロス派のシロンやガダラのピロデモスといったレートリケー（修辞術）やギリシア哲学に通じた、当代随一の雄弁家、哲学者の講義を受けた。
ウェルギリウスは、20年続いた内乱の時代（cf. 内乱の一世紀）にガイウス・アシニウス・ポッリオの知己を得たことが確実視されている。ポッリオは「新詩派」の詩人の一人としてカトゥッルスの文学サークルに属する文学者であり、執政官も務めた。

## 作品

### 初期作品
『ウェルギリウス作品補遺』（Appendix Vergiliana）は、ウェルギリウスが亡くなったときに、何人かの友人の注釈者が詩人の若いころに作ったとされる作品を集めて Appendix Vergiliana というタイトルを冠したものである。しかし、少なからぬ量の偽作が含まれていることが指摘されている。『補遺』に収められた詩の一つ、「カタレプトン」（「よしなしごと」の意）は15編の短い詩であるが真作の可能性が高いとされる。この「カタレプトン」によると、ウェルギリウスはナポリでエピクロス派のシロンに哲学を学んでいたころに詩作を始めたという。同じく『補遺』に収められた「キュレクス」（これも「よしなしごと」あるいは「小事」の意）は詩人が一人称で語る歌である。西暦1世紀にはすでにウェルギリウスの作品であると言われていた作品ではあるが偽作の可能性もある。

### 『牧歌』

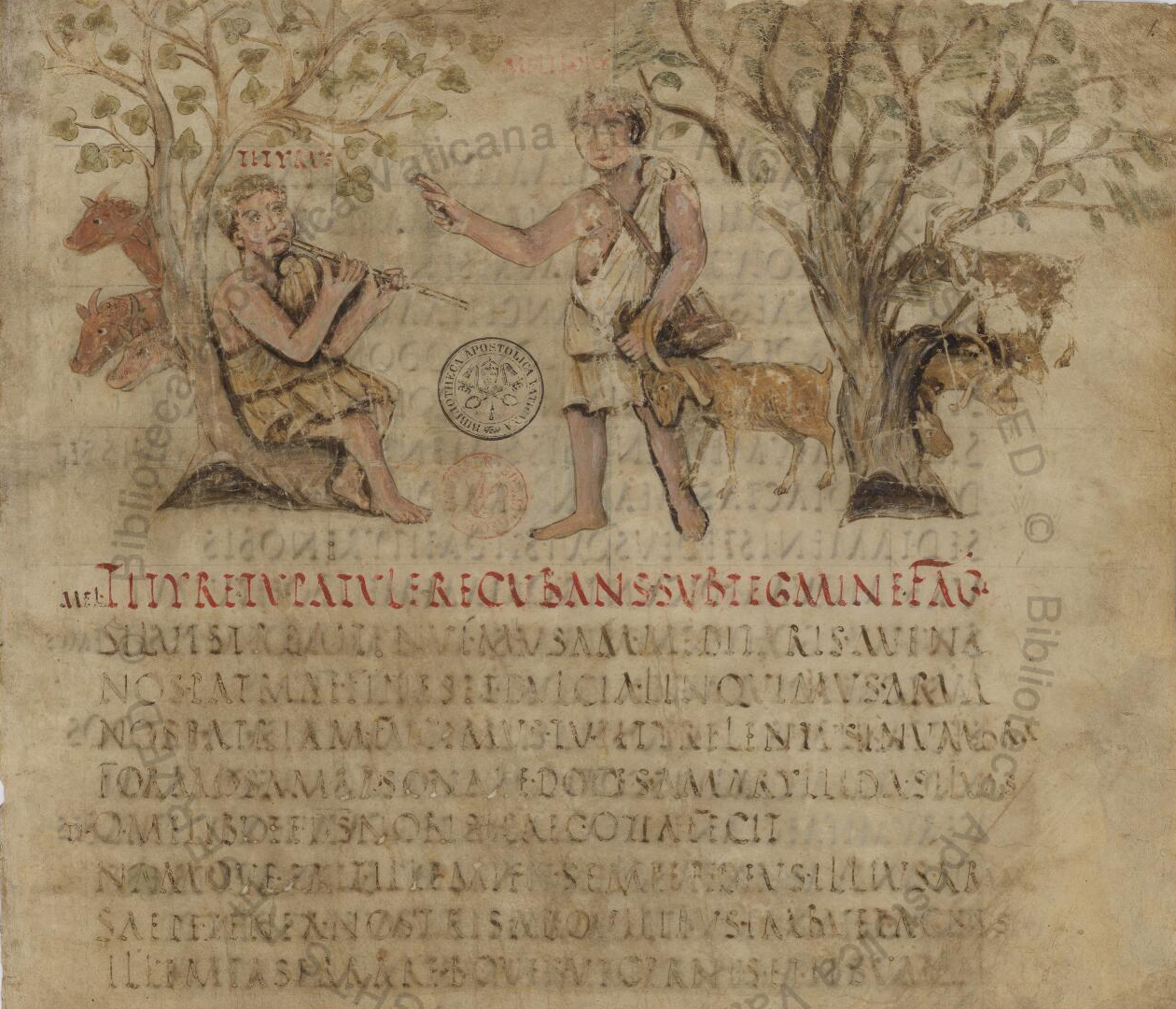
5世紀に書かれた『ウェルギリウス・ロマヌス』に収められた『牧歌』の巻頭ページ。

『牧歌』はウェルギリウスの第一作である。『選集』ともいい、特に英米語圏ではもっぱら『選集』と呼ばれる。シチリア生まれの詩人テオクリトスの牧歌の影響を大いに受けている為、その背景はコス島とシチリアを基礎としギリシア文化圏のドーリス方言の発祥地である「アルカディア」になっているが、実際には当時のイタリアの風物や人物を織り込んでおり、イタリアをその後継地としており、昇華された理想郷として超越して理念化されている。このことは、テオクリトスの『牧歌』ΕΙΔΥΛΛΙΑ と対蹠的である。
『牧歌』は六歩脚で歌われた詩集である。伝統的な伝記記述によると、ウェルギリウスが制作を始めたのが紀元前42年、詩集の出版が紀元前39-38年とされるが、疑わしい。ヘレニズム派の詩人テオクリトスはギリシア語の六歩脚で田園の情景を歌い、田園詩・牧歌のジャンルを開拓したが、本作、ウェルギリウスの『牧歌』もテオクリトスの様式を大まかに踏襲している。
オクタウィアヌスは紀元前42年にピリッポイの戦いでユリウス・カエサルを暗殺した者たちに率いられた軍を破ったが、自分に付き従ったローマ軍団兵への褒美としてイタリア半島北部の土地を収用し、彼等に分け与えることを考えた。伝統的な伝記記述に沿った推測によると、マントウァ近くにウェルギリウスが有していた地所も、その収用の対象になった。そして、この一族の農地の喪失と、これを取り戻そうとする思いを歌にするという、「詩作を通した請願活動」こそがウェルギリウスが『牧歌』を制作した動機であったというのが、伝統的な解釈である。しかしながら、現在では作品の解釈を通して、支持されない推測である。
『牧歌』第1歌と第9歌でウェルギリウスはたしかに、田園詩に典型的なイディオムを借りて、対比的に土地収用の非道により沸き立つ激情を歌う。しかしそこには、伝承どおりの伝記的事項の証拠と間違いなく言えるものはまったく示されていない。ウェルギリウスその人と、作中のさまざまな登場人物とを結びつけ、彼等の浮沈に詩人の生涯を読み取ろうとする読みは、昔からあるものである。例えば、第1歌にある年老いた農夫が新しい神に捧げる感謝の言葉や、師匠のお稚児さんへの届かぬ思いを歌う第2歌の詩人、詩人の師匠が過去にいくつかの田園詩を制作したという第5歌の文言、これらにウェルギリウスの実体験の反映を見る説が昔からある。しかしながら、架空の作品（フィクション）から伝記的事項をかき集めるこの種の作業を拒絶する研究者が近年の大勢を占める。現代の西洋古典学においては、同時代の生活や思想が描き出されたものとして作品を捉え、作者の人格やテーマを解釈することが好まれる。
全10歌からなる『牧歌』はヘレニズム派の田園詩の伝統を受け継ぎながらも新たな視座でその主題を捉えている。第1歌及び第9歌は土地の没収とその波紋について歌い、第2, 3歌は同性愛と両性愛の魅力を歌い、牧歌的であると同時にエロティックである。第4歌はアシニウス・ポッリオに宛てた形式をとっているが「救世主の歌」とも呼ばれている。これは第4歌中で歌われる、ある赤子の誕生に対して、ウェルギリウスが黄金時代の到来を思わせる比喩を用いることにそのゆえんがある。その赤子が誰を指すのかは不明であり、議論され続けている。第5歌は歌比べにおいてダフニスの神話を物語り、第6歌は宇宙的で神話的なシルウァーヌスの歌を歌う。第7歌で歌比べはいよいよ熱を持ち、第8歌で再びダフニスの神話に戻る。第10歌では同時代のエレギーア詩人ガイウス・コルネリウス・ガッルスの受難を歌う。ウェルギリウスは本作で、ペロポンネソス半島に実在する一地方であるアルカディアを理想郷の「アルカディア」として定位せしめたと考えられている。『牧歌』が確立した「アルカディア」像は西洋文学と西洋美術に現代まで連綿と続く影響を与えた。また、ラテン文学における田園詩は、本作の影響を受けたティトゥス・カルプルニウス・シクルスやマルクス・アウレリウス・オリュンピウス・ネメシアヌスなどによりさらなる発展をみた。
エルンスト・ローベルト・クルツィウスはこの『牧歌』を高く評価しており、その影響力は『アエネーイス』に並ぶもので、その第一歌はラテン語教養の第一歩であり、これを知らない者は文化的伝統の初歩を知らぬとさえ言える、というような事を言っている。

### 『農耕詩』

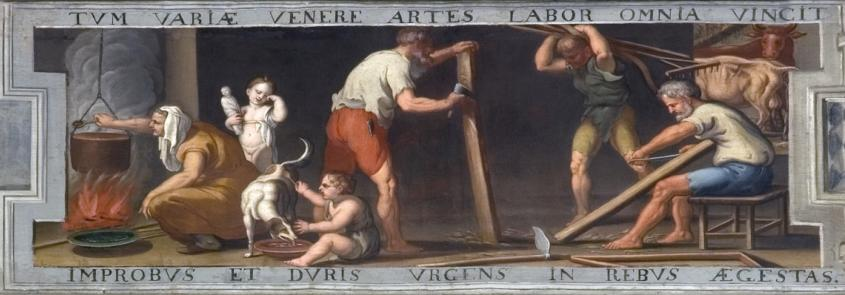
『農耕詩』にある詩句を絵画により表現したもの。17世紀後半、イェジー・シェミギノフスキ＝エレウテル作。「そのとき、さまざまな技術が生まれた。悪しき労苦と、つらい生活の中で差し迫る欠乏が、すべてを征服したのである。（小川正廣訳）」『農耕詩』1.145-146

『牧歌』の出版（紀元前37年ごろ）のあとのいつか、詳細な時期は不明であるが、ウェルギリウスはマエケナスのサークルに加わる。マエケナスはオクタウィアヌスに種々の問題を取り次いだり彼から相談を受けたりする有能な実務家で、文芸に秀でた者をオクタウィアヌスの勢力に引き入れることで名門の家柄の人々の間に反マルクス・アントニウス感情を引き起こす工作を行っていた。ウェルギリウスは当代のすぐれた詩人の間にもその名がよく知られるようになっており、ホラティウスはその詩作の中で何度も彼について言及している。
伝統的伝記記述によると、マエケナスの求めに応じて、ウェルギリウスは7年間をかけて（おそらく紀元前37年から29年）長編詩『農耕詩』を制作した。Georgica という原題はギリシア語に由来する。ウェルギリウスは本作をマエケナスに献呈した。
『農耕詩』の表向きのテーマは、農場の経営方法を紹介することにある。このテーマに取り組むにあたって、ウェルギリウスはヘシオドスの『仕事と日々』やヘレニズム派の詩人たちによる「教訓詩（διδακτικός）」の伝統にのっとった形式を採用した。そのため、本作は六韻脚（ヘクサメトロス）の教訓詩形式で書かれている。
全4巻本の『農耕詩』のうち、第1巻と第2巻は作物と果樹、第3巻は家畜と馬匹の育て方を扱う。第4巻は養蜂に関する。第4巻ではエピュリオンの形式でアリスタイオスによる養蜂術の発見の神話や、オルペウスの冥界下りの神話が生き生きと語られる。なお、セルウィウスのような古代の注釈家は、アリスタイオスのエピソードの箇所に、もともとは、ウェルギリウスの友人であった詩人のガッルスへの賞賛が置かれていたものを、皇帝（アウグストゥス）が命じて入れ替えさせたと推測している。ガッルスは後にアウグストゥスの不興を買い、自殺した（紀元前26年）。
『農耕詩』の歌の調子は、楽観と悲観の間を揺れ動く。そのため詩人の意図するところをめぐって激しい議論がなされている。にもかかわらず本作は、のちの教訓詩の模範となった。

### 『アエネーイス』

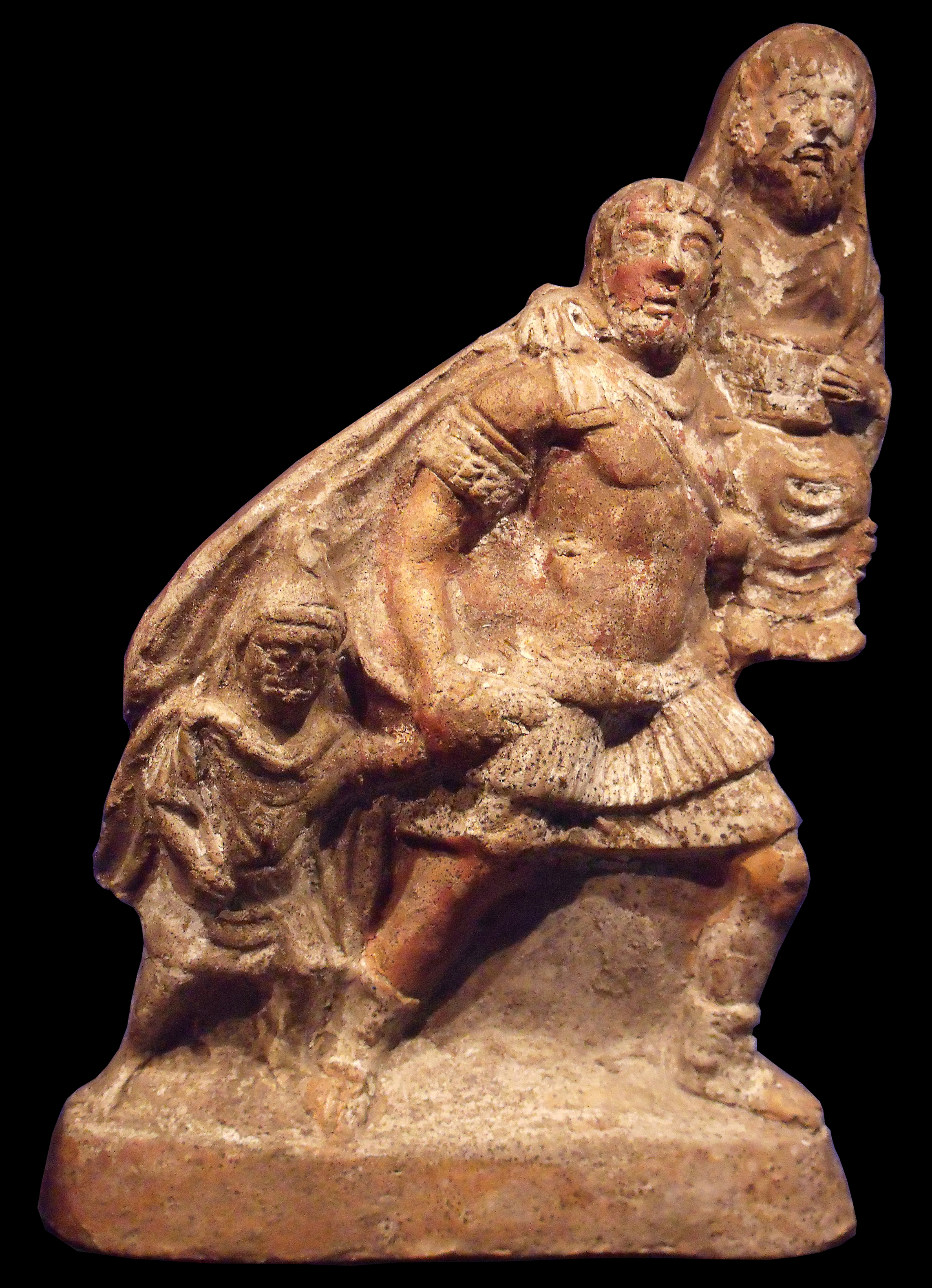
アエネーアースの「敬虔さ（ピエタース）」を表現する西暦紀元1世紀のテラコッタ。アエネーアースは老父を担ぎ、幼い息子の手を引いている。

『アエネーイス』はウェルギリウスの最後の作品である。書名は「アエネーアースの物語」を意味する。制作は前29年から始まり、ウェルギリウスが亡くなる前19年までの10年間続けられた。詩人は死を前にして未完の原稿を焼却するよう強く望んだが、アウグストゥス帝がそれを認めずに頒布を命じたという伝説がある。実際には、『アエネーイス』は委嘱作品であり、プロペルティウスによれば、制作を委嘱したのはアウグストゥス帝その人であったという。
『アエネーイス』は全十二巻からなる叙事詩である。ウェルギリウスは、トロイアの武将アイネーアースの旅について、最初は散文で梗概を述べた後に、処々に「英雄詩形」として知られる長短短格六歩脚（ダクテュロス・ヘクサメトロス）の詩を挿入した。
主人公アエネーアースはトロイアの王子でウェヌスの息子である。アカイア人により包囲されたトロイアから脱出し、紆余曲折を経てイタリアに落ち延びる（第六巻まで）。地中海の遍歴中には、カルタゴの女王ディードーと惹かれあうが、トロイア再興の志しを思い出し、これを棄てる（第四巻）。たどり着いたイタリア半島においては、ティベリス川を遡り、パラティヌス丘に住むエウァンデルと同盟を結び、土着勢力ルトゥリ族の首長トゥルヌスを倒して、ラウィニウム市を建設する。アエネーアースが建設した町はローマへと発展することになる。
ウェルギリウスが『アエネーイス』を制作するにあたってモデルにした先行作品がいくつかある。ホメーロスの影響はいたるところに見られるが、そのほかにもラテン語詩人のエンニウスとヘレニズム詩人のロドスのアポローニオスからの影響が顕著である。『アエネーイス』は叙事詩の語り口を堅く守る。その一方で悲劇や起源説話詩など、他のジャンルの要素を取り入れることによって、叙事詩というジャンルの領域を拡大しようとする。古代の注釈家が推測する説によると、ウェルギリウスはホメロス作品を下敷きにして、『アエネーイス』を前後二部に分けたという。この説によると、前半の六巻は『オデュッセイア』を手本にして書かれ、後半の六巻は『イーリアス』に基づくという。

### 『アエネーイス』の受容

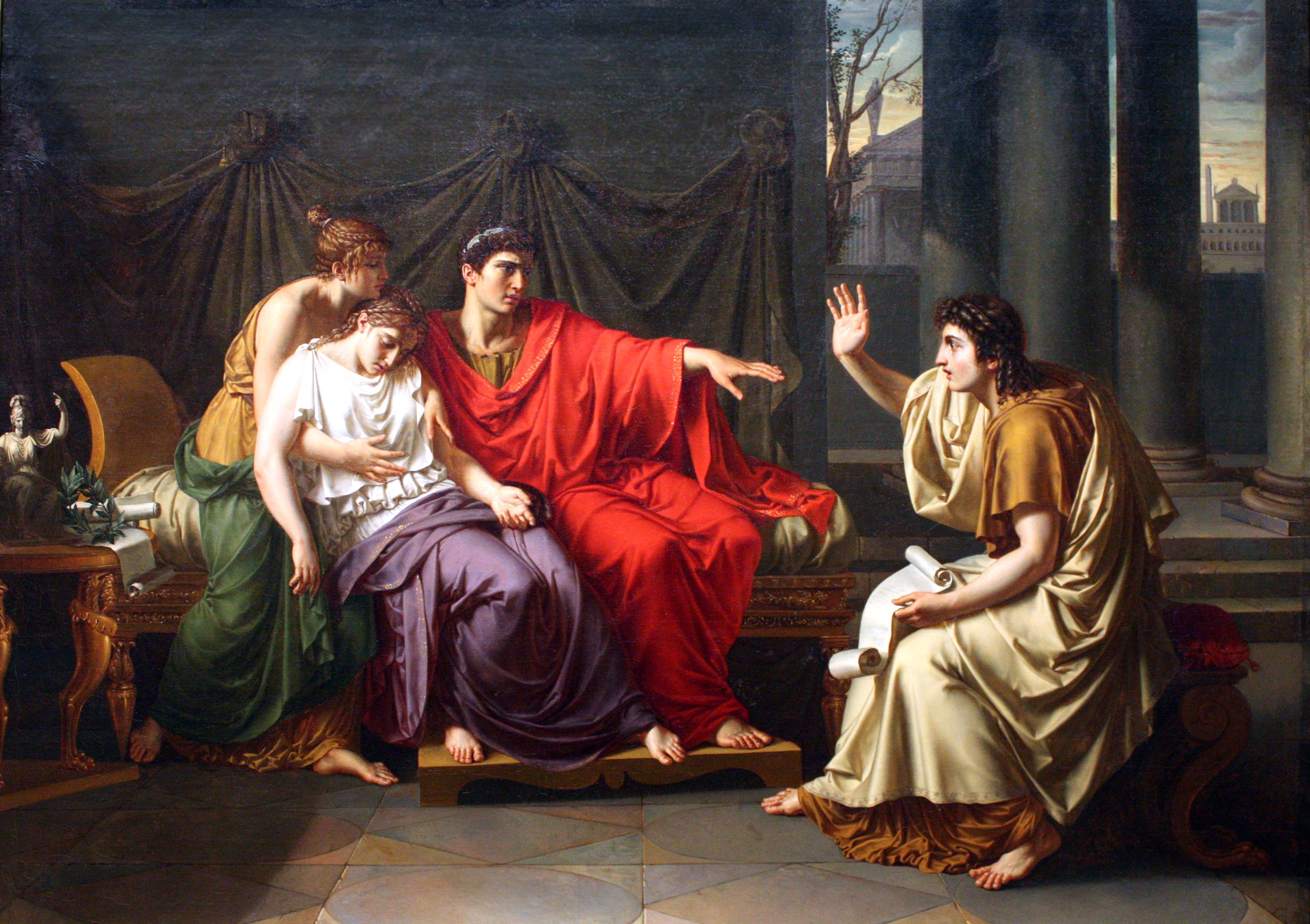
18-19世紀フランスの新古典主義画家、ジャン＝バティスト・ウィカルによる、「アウグストゥス、オクタウィア、リウィアに『アエネーイス』を読み聞かせるウェルギリウス」、シカゴ美術館蔵。小オクタウィアは、我が子マルケッルスの死を歌った部分を聞いて失神したと伝わる。

『アエネーイス』については過去、さまざまな議論がなされてきた。叙事詩全体の語り口が特に論争の的となった。『アエネーイス』がまったくもって悲観的であり、アウグストゥスの新体制に対して政治的な動揺を与えるとみなした論者もいれば、まったく逆に『アエネーイス』が帝政の開始をことほぐものだとみなした論者もいる。アウグストゥスの新体制の暗喩を『アエネーイス』に見て取り、ローマの建設者と再建者、アエネーアースとアウグストゥスとのあいだに強い関係があると読む学者もいる。クライマックスへ一直線に進む強い目的論を見出す読み方もまた、なされてきた。本書がローマの未来に関する予言の書とみなされることもあった。あるいは、アウグストゥスやカエサルなどの功績、カルタゴ戦争を暗喩しているとする読みもあり、アエネーアースの盾にはアクティウムの海戦におけるアウグストゥスの勝利が描かれているとまで言われている。
アエネーアースという登場人物に焦点を当てた研究もある。叙事詩の主人公としてアエネーアースはいつも、個人の感情と、ローマを建国するという彼に課せられた義務の遂行とのあいだを行ったり来たりする。ところが長い叙事詩の最後に彼は、感情を抑えることができずにトゥルヌスを冷酷に殺す。
この解釈を巡って、「信心深い（pius）」という形容詞で修飾されるアエネーアースが、実はそうではなかったとする研究が、20世紀、特にベトナム戦争後のアメリカでみられ、この行動は平和主義のウェルギリウスの本心を表わすとする説も唱えられた。日本では岡道男が、国民的叙事詩として読み手を「永遠のローマ」にふさわしい普遍的な人間性へと導くためだと解釈しているが、『イーリアス』のアキレウスとプリアモスの和解のシーンを連想させておいて、この伝統的な結末に敢えて挑戦したのだとする解釈もされている。いまだに論争が続く問題である。
『アエネーイス』は非常に好評を博したようである。ウェルギリウスは第二、四、六巻をアウグストゥスに読み聞かせたと言われている。絵画のテーマにもなった有名なエピソードではあるが、学術的には疑わしいとする意見もある。

### ウェルギリウスの死と『アエネーイス』の編集
ウェルギリウスは死ぬ前に未完に終わった『アエネーイス』を焼いてほしいと遺言したが、アウグストゥスがその執行者、ルキウス・ウァリウス・ルフスとプロティウス・トゥッカに命じてこれを無視させ、可能な限り編集の手を加えないで『アエネーイス』の出版を命じた。結果として『アエネーイス』のテキストには、後で出版する前に訂正するつもりの誤りが残った。それはダクテュロス・ヘクサメトロスの詩形になっていない明らかに不完全な数行だけである。ところが、詩人は劇的な効果を出すために、注意深く韻律の足りない詩句を残したのだという説を唱える学者もいる。他方で、不完全な箇所について学術的な議論をすることに懐疑的な学者もいる。

## 影響
ウェルギリウスの作品は、当時から教育に利用され、人々に親しまれていたという。

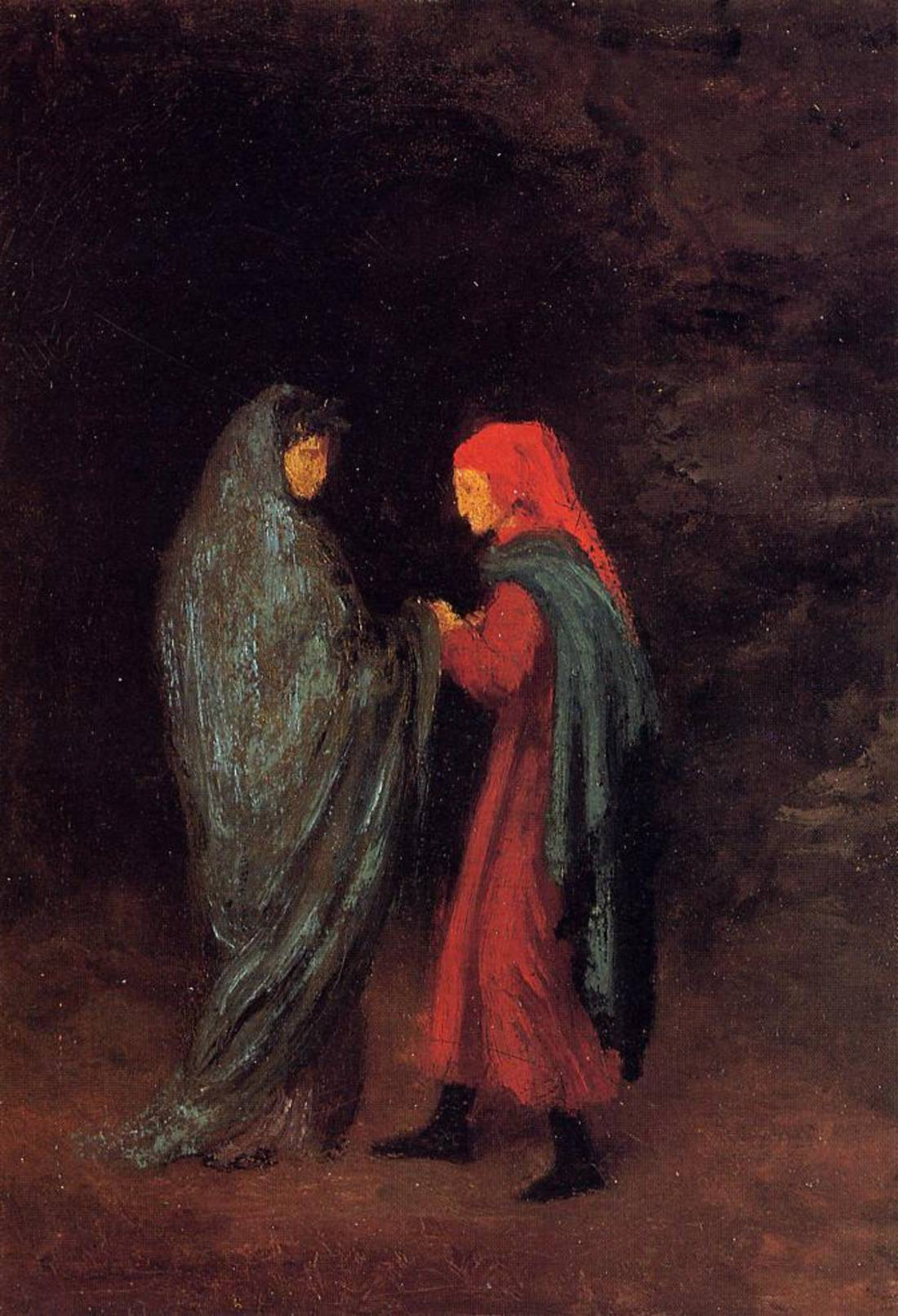
エドガー・ドガによるダンテとウェルギリウス（1857年頃）

われ面に恥を帶び答へて彼にいひけるは、されば汝はかのヴィルジリオ言葉のひろき流れをそゝぎいだせる泉なりや

あゝすべての詩人の譽また光よ、願はくは長き學と汝の書を我に索めしめし大いなる愛とは空しからざれ

汝はわが師わが據なり、われ美しき筆路を習ひ、譽をうるにいたれるもたゞ汝によりてのみ
—ダンテ、『新曲』地獄篇、第一曲、79-87（山川丙三郎訳）
ウェルギリウスはダンテ・アリギエーリに大きな影響を与えている。ダンテは、『神曲』においてウェルギリウスを自分の詩の根源として称え、主人公ダンテの「師」として案内役に登場させた。二人の詩人は地獄・煉獄の2つの世界を遍歴していく。なお、『神曲』においてウェルギリウスはホメーロスやウェルギリウスと同じくマエケナスの庇護を受けたクィントゥス・ホラティウス・フラックスらとともに辺獄に置かれている。
また、『牧歌』は、テオクリトスの『牧歌』をより抽象化し、すべては自然から学び得、自然をシンボルを映す鏡として看、被造物を通じて教訓を得るものとして、俗塵を離れたアルカディアでの生活を理念化し、「パストラーレ（牧歌詩）」の基調を時空を超えた理想郷として描いた文学史上最初の作品である。
また『農耕詩』は、農業のいとしさとその農耕の理想と理念とを自然との共生として描き、農学における環境科学的理念を描いた文学史上最初の作品である。
また、ヨーロッパ中世においては、ウェルギリウスが偉大な魔術師であったという「ウェルギリウス伝説」が流布し、ウェルギリウスは多くの説話に登場している。また、中世ヨーロッパにおいては、ウェルギリウスの父母が魔術師であった（そして詩人自身も）という説が流布していた。ラヴァンタルにあるベネディクト会修道院、聖パウロ修道院が保管する古文書、Samblasianus 86 には、記載内容をあまり信頼することはできないが、中世のウェルギリウス伝 Vita Noricensis が含まれる。これによれば「ウェルギリウスという人物はスティミションという名前の陶工とルクレティウスの妹マイアの息子である」とされている。この伝説は詩人の父が魔術師であるという説を補強するためにニューエイジ思想の信奉者に受け継がれた。この魔術師というペルソナは『牧歌』第5歌55に見られるギリシア語の名詞スティミションを持つ架空の羊飼い（Bucoliques, V, 55 : iam pridem Stimichon laudauit carmina nobis）と同一視される。同詩句はラテン語で「魔術師ウェルギリウス」と読める。New-wisdom というニューエイジ系の本には「ウェルギリウスの父スティミションは魔術師であり、マギウスなる国の密使に奉仕する占星術師であった」と記載されている。なお、注釈家のほとんどがスティミションをガイウス・マエケナスのことを指すと解しているのが実際のところである。

## 日本語訳

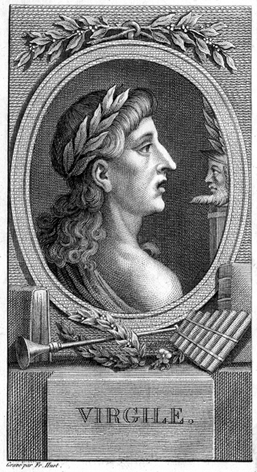
1802年にパリで出版された「ウェルギリウス作品集」第１巻にある、F. Huot の版画。ウェルギリウスの名前はフランス語で Virgile と綴られている。

### 牧歌・農耕歌
- 『牧歌・農耕歌』 八木橋正雄訳、横浜、1980年。自費出版
- 『牧歌・農耕詩』 河津千代訳、未來社、1994年、ISBN 462461030X。
- 小川正廣 訳『牧歌／農耕詩』京都大学学術出版会〈西洋古典叢書〉、2004年。ISBN 4876981515。

その他
- 『ウェルギリウス 小品集』 高橋宏幸訳、講談社学術文庫、2025年。ISBN 4065387817

### アエネイス
- 『アェネーイス』 田中秀央・木村満三訳、岩波書店〈岩波文庫〉上・下、1940年
  - 復刻版『アエネーイス』 田中秀央・木村満三訳、一穂社〈名著/古典籍文庫〉、2005年、ISBN 4861811392
- 『アエネーイス』 泉井久之助訳、岩波文庫（上・下）、初版1976年 - 度々復刊、ISBN 4003211510・ISBN 4003211529
  - 元版『アエネーイス』 筑摩書房〈世界古典文学全集21〉、初版1965年、復刊2005年ほか、ISBN 4480203214
- 『「アエネーイス」 ローマ建国神話』 小野塚友吉訳、風濤社、2000年
- 『アエネーイス』 岡道男・高橋宏幸訳、京都大学学術出版会〈西洋古典叢書〉、2001年、ISBN 4876981264
- 『アエネーイス』 杉本正俊訳、新評論、2013年、ISBN 4794809557

## 関連（研究）文献
- 秀村欣二・久保正彰・荒井献編『古典古代における伝承と伝記』 岩波書店, 1975年
  - 中山恒夫「ローマにおける詩と真実　ウェルギリウスのアエネアス像」
- 小川正廣『ウェルギリウス研究　ローマ詩人の創造』 京都大学学術出版会, 1994年
- 小川正廣『ウェルギリウス「アエネーイス」 神話が語るヨーロッパ世界の原点』 岩波書店〈書物誕生〉, 2009年